# Pologne au Concours Eurovision de la chanson 2023
La Pologne est l'un des trente-sept pays participant au Concours Eurovision de la chanson 2023, qui se tient du 9 au 13 mai 2023 à Liverpool au Royaume-Uni. Le pays est représenté par Blanka Stajkow, avec sa chanson Solo. Le pays se classe 19e avec 93 points lors de la finale.

## Sélection
La Pologne confirme sa participation au Concours le 15 mai 2023, annonçant par la même occasion son intention d'aider l'Ukraine à accueillir l'Eurovision 2023. Le retour de la sélection nationale télévisée Tu bije serce Europy! Wybieramy hit na Eurowizję a été confirmé le 19 septembre 2022.

### Format
Dix chansons participent à la sélection. Les résultats sont déterminés à 50% par le public polonais, qui vote via SMS, et à 50% par un jury de professionnels, qui trancheraient en cas d'égalité.

Le show est diffusé sur TVP 1 et sur TVP Polonia.

### Participants
La période de soumission des candidatures est à l'origine ouverte du 19 septembre 2022 au 15 janvier 2023, mais la date limite est par la suite repoussée au 10 février 2023.
 La liste des participants est révélée par TVP le 15 février 2023. 
| Artiste            | Titre           | Langue            | Auteur(s) |
| ------------------ | --------------- | ----------------- | --- |
| Ahlena             | Booty           | Anglais           | Magdalena Pawłowska, Maksymilian Niemczyk                                                                               |
| Alicja Szemplińska | New Home        | Anglais           | Chloe Martini, Alicja Szemplińska, Farrah Guenena                                                                       |
| Blanka Stajkow     | Solo            | Anglais           | Maciej Puchalski, Mikołaj Trybulec, Bartłomiej Rzeczycki, Marcin Górecki, Blanka Stajkow, Maria Broberg, Julia Sundberg |
| Dominik Dudek      | Be Good         | Anglais           | Dominik Dudek, Mateusz Kotowski, Patryk Kumór, Dominic Buczkowski-Wojtaszek                                             |
| Felivers           | Never Back Down | Anglais, polonais | Miłosz Fergiński, Konrad Jażdżyk                                                                                        |
| Jan Majewski       | Champion        | Anglais           | Mikołaj Trybulec, Ashley Hicklin, Bastien Kaltenbacher, Marine Kaltenbacher                                             |
| Jann               | Gladiator       | Anglais           | Jan Rozmanowski |
| Kuba Szmajkowski   | You Do Me       | Anglais           | Adam Związek, Alexa Patt, Joanna Senieka, Kuba Szmajkowski, Thomas Karlsson                                             |
| Maja Hyży          | Never Hide      | Anglais           | Wojciech Stekla, Aleksandra Lewandowska                                                                                 |
| Natasza            | Lift U Up       | Anglais           | Jan Bielecki, Twan Ray, Natasza Urbańska                                                                                |

### Finale
La finale est diffusée le samedi 26 février 2023.
- Première place
- Deuxième place
- Troisième place
- Dernière place

| Ordre | Artiste            | Titre           | Jury (50%) | Télévote (50%) | Total | Place |
| ----- | ------------------ | --------------- | ---------- | -------------- | ----- | ----- |
| 1     | Natasza            | Lift U Up       | 6          | 2              | 8     | 7     |
| 2     | Kuba Szmajkowski   | You Do Me       | 3          | 3              | 6     | 8     |
| 3     | Ahlena             | Booty           | 1          | 1              | 2     | 10    |
| 4     | Dominik Dudek      | Be Good         | 10         | 8              | 18    | 3     |
| 5     | Alicja Szemplińska | New Home        | 5          | 5              | 10    | 6     |
| 6     | Felivers           | Never Back Down | 8          | 6              | 14    | 4     |
| 7     | Maja Hyży          | Never Hide      | 2          | 4              | 6     | 9     |
| 8     | Jann               | Gladiator       | 7          | 12             | 19    | 2     |
| 9     | Blanka Stajkow     | Solo            | 12         | 10             | 22    | 1     |
| 10    | Jan Majewski       | Champion        | 4          | 7              | 11    | 5     |

C'est donc Blanka Stajkow qui remporte la sélection, et qui représente donc la Pologne à l'Eurovision avec sa chanson Solo.

## À l'Eurovision
La Pologne se produit  en neuvième position lors de seconde moitié de la seconde demi-finale le jeudi 11 mai. Elle s'y classe 3e avec 124 points, se qualifiant donc pour la finale. Lors de celle-ci, elle termine à la 19e place avec 93 points.